# John Singleton Copley
John Singleton Copley (ur. 1738 w Bostonie, zm. 9 września 1815 w Londynie) – amerykański malarz i rysownik.

## Życiorys
Pierwsze kroki w malarstwie stawiał w pracowni swojego ojca – rytownika Petera Pelhama. Jego pierwsze dzieła tworzone były pod wpływem techniki mezzotinty z indywidualnie wypracowanymi sposobami nanoszenia na płótna świateł i cieni. Malował głównie realistyczne portrety burżuazji, m.in. Mrs S. Bourne, Chłopiec z wiewiórką (1766) oraz Pułkownik W. Montresor z ok. 1772 roku.
W 1774 roku, za namową Benjamina Westa, wybrał się w podróż po Europie do Londynu, Paryża, Genui i Rzymu. W 1776 roku po wybuchu wojny o niepodległość w Stanach Zjednoczonych zamieszkał wraz z rodziną w Londynie. Tam jego malarstwo zostało zauważone i docenione przez króla Jerzego III, który w 1783 roku mianował go członkiem Royal Academy. W Anglii Copley prócz portretów, zaczął malować sceny historyczne bliskie stylowi neoklasycyzmu m.in. Śmierć lorda Chathama (1779-1780) oraz sceny naturalistyczne, o wątkach walki człowieka z naturą – Watson i rekin (1778) czym zapowiadał romantyzm.

## Wybrane prace

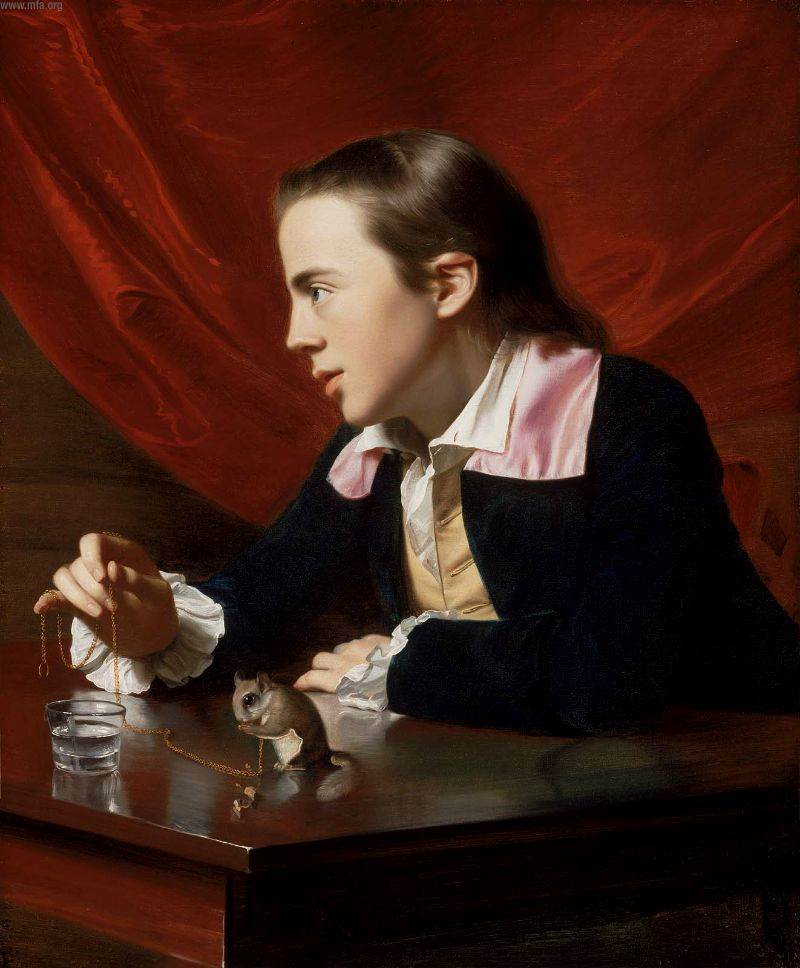
The Boy with the Squirrel (1765)
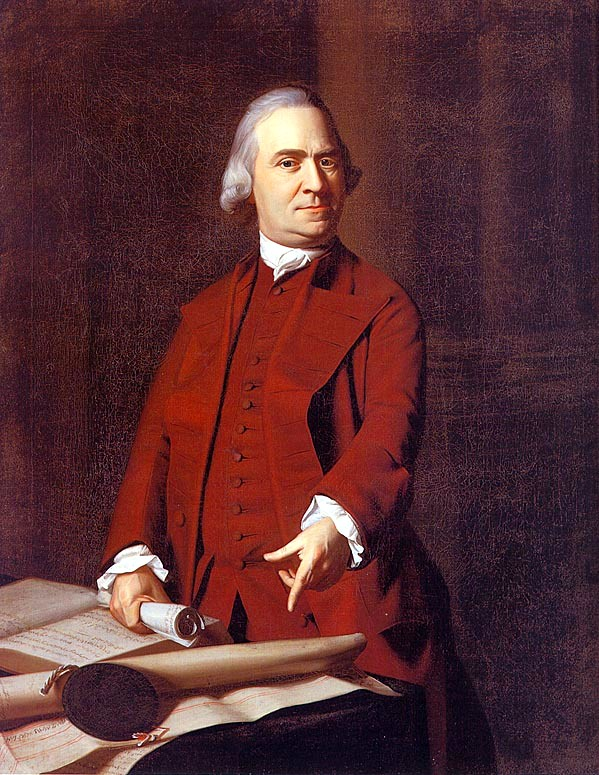
Samuel Adams (1772)
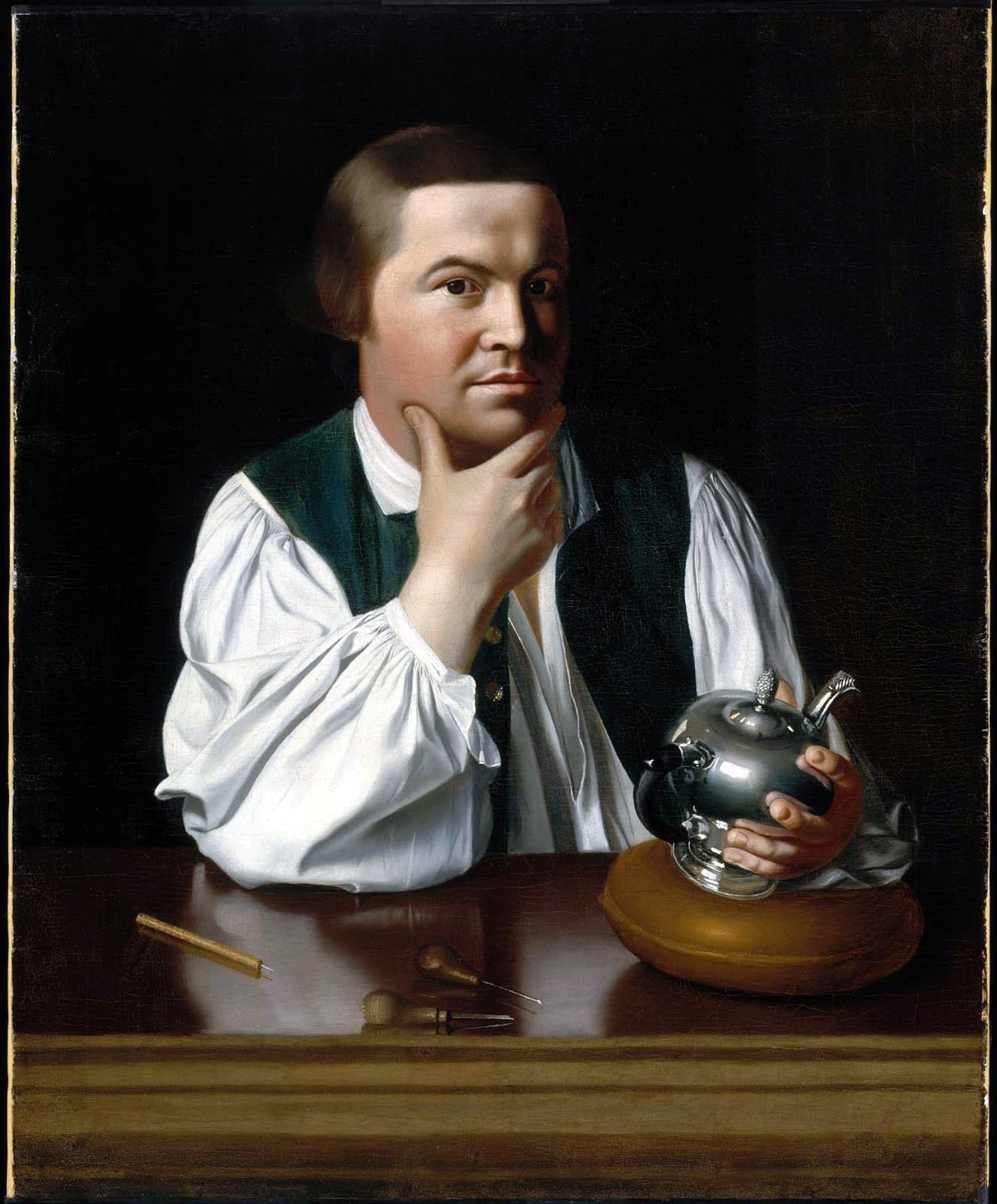
Paul Revere (1770)
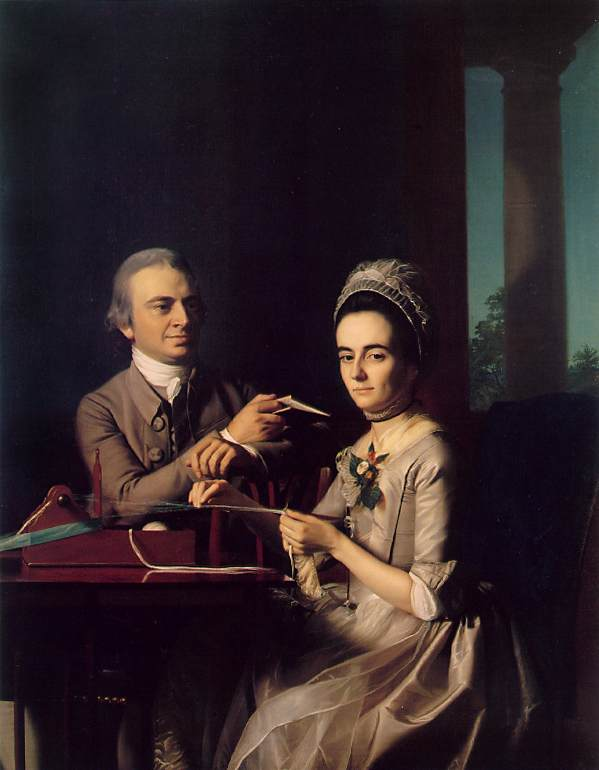
Mr. and Mrs. Thomas Mifflin (Sarah Morris) (1773)
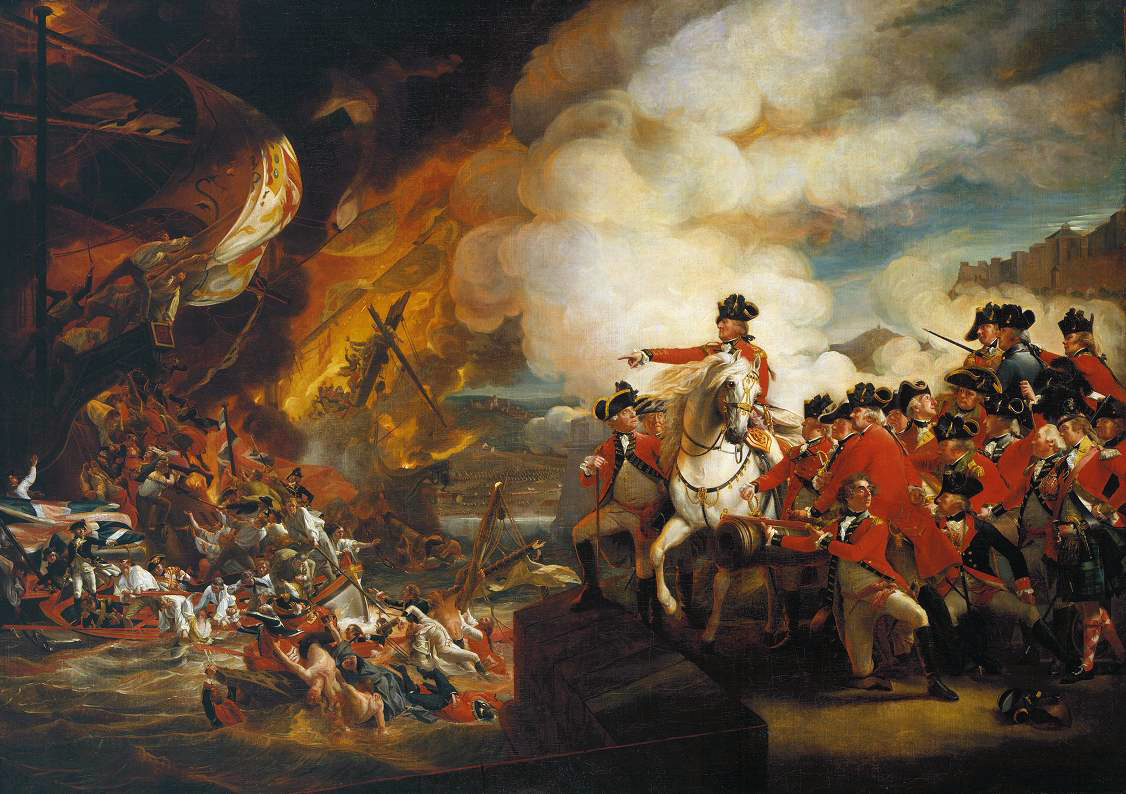
The Defeat of the Floating Batteries at Gibraltar, September 1782
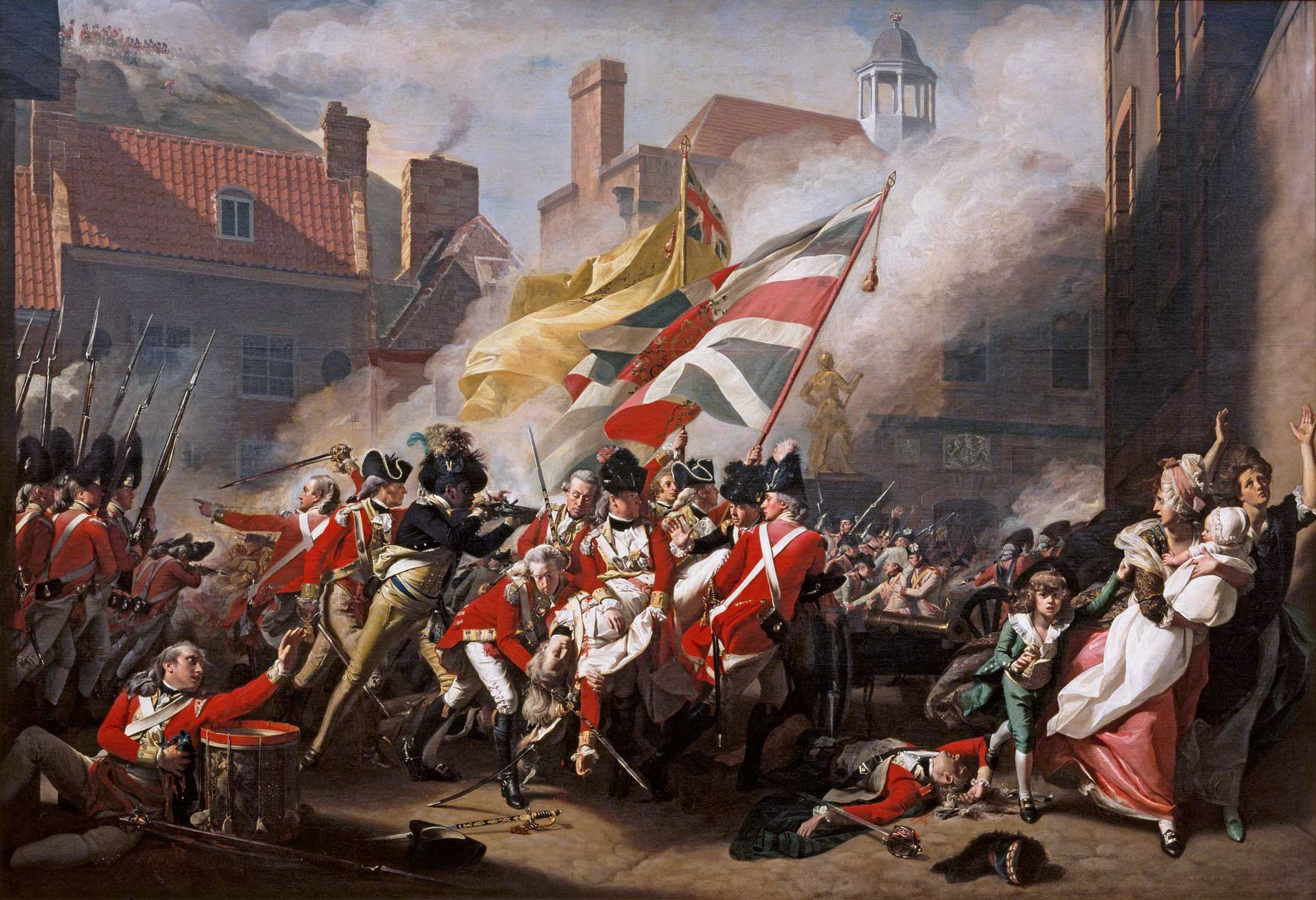
Śmierć Majora Peirsona (1784)
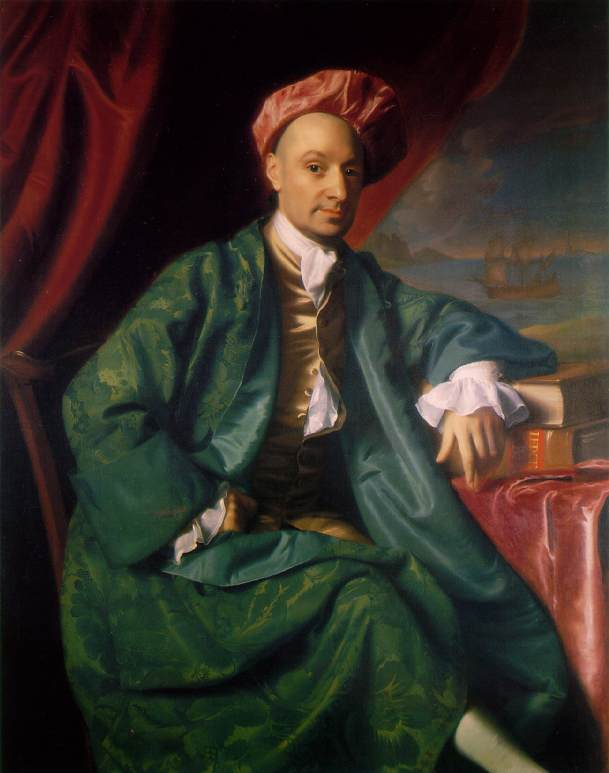
Nicholas Boylston (1767)
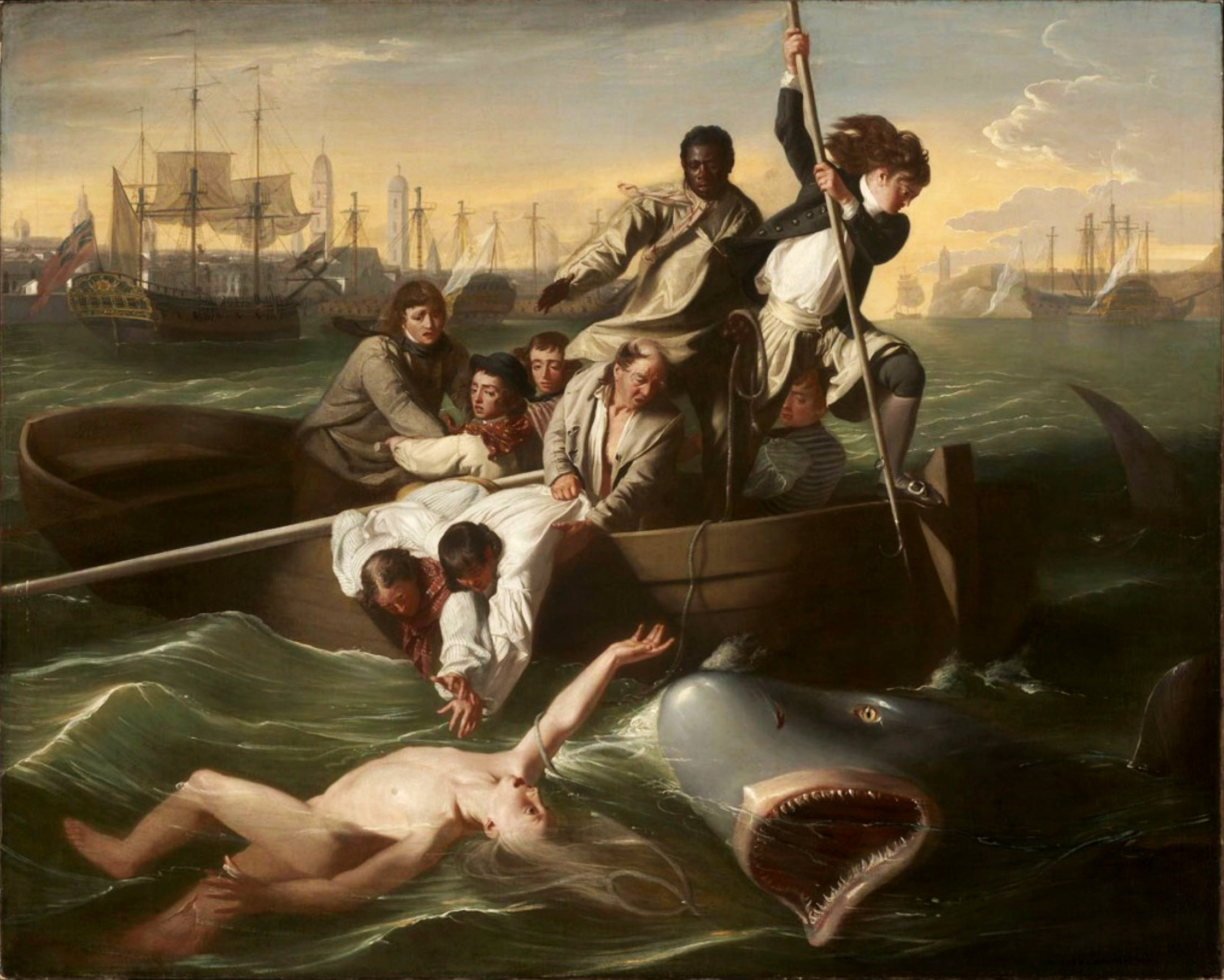
Watson i rekin (1778)
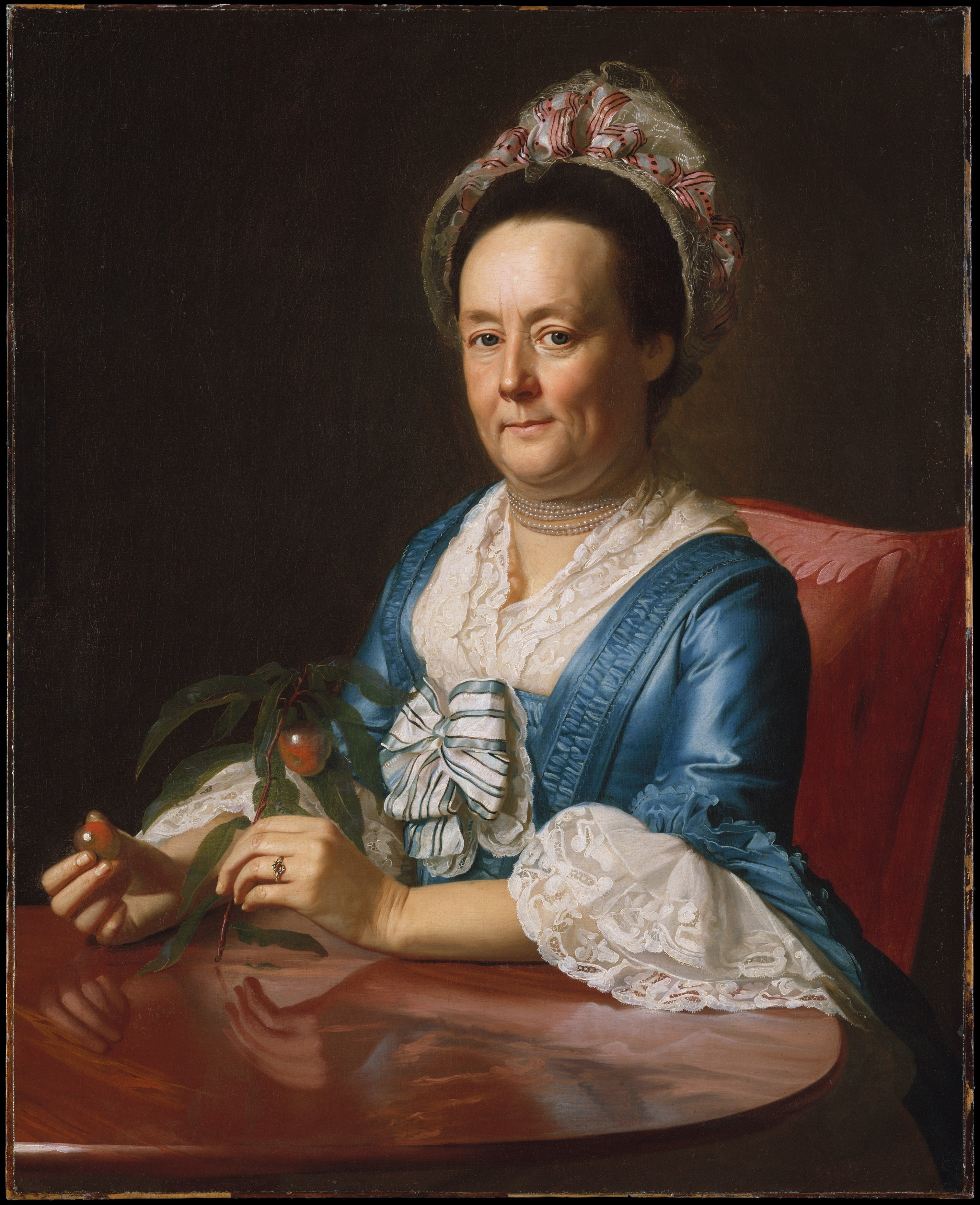
Mrs John Winthrop (1773)
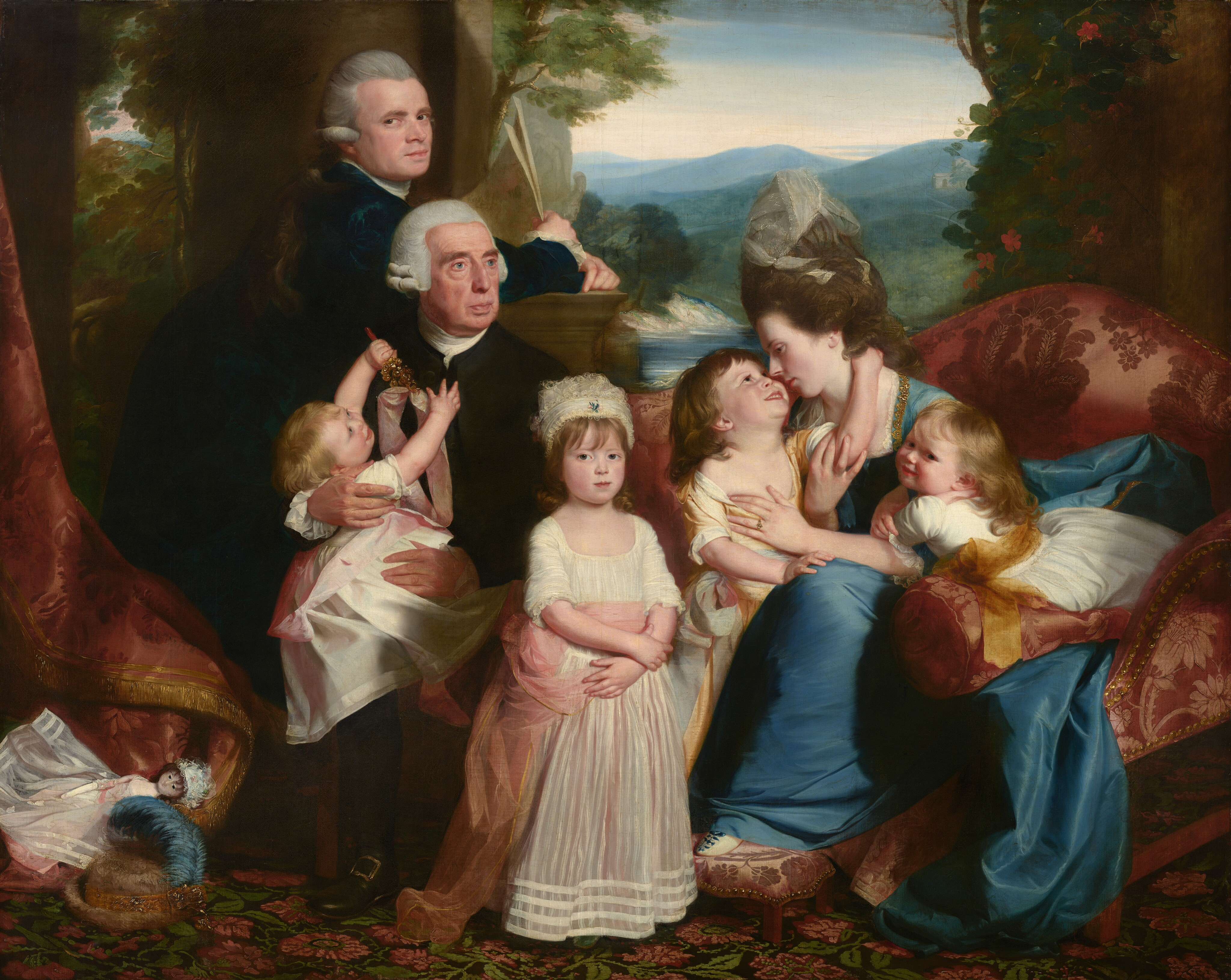
Portrait of the Copley family (1776)
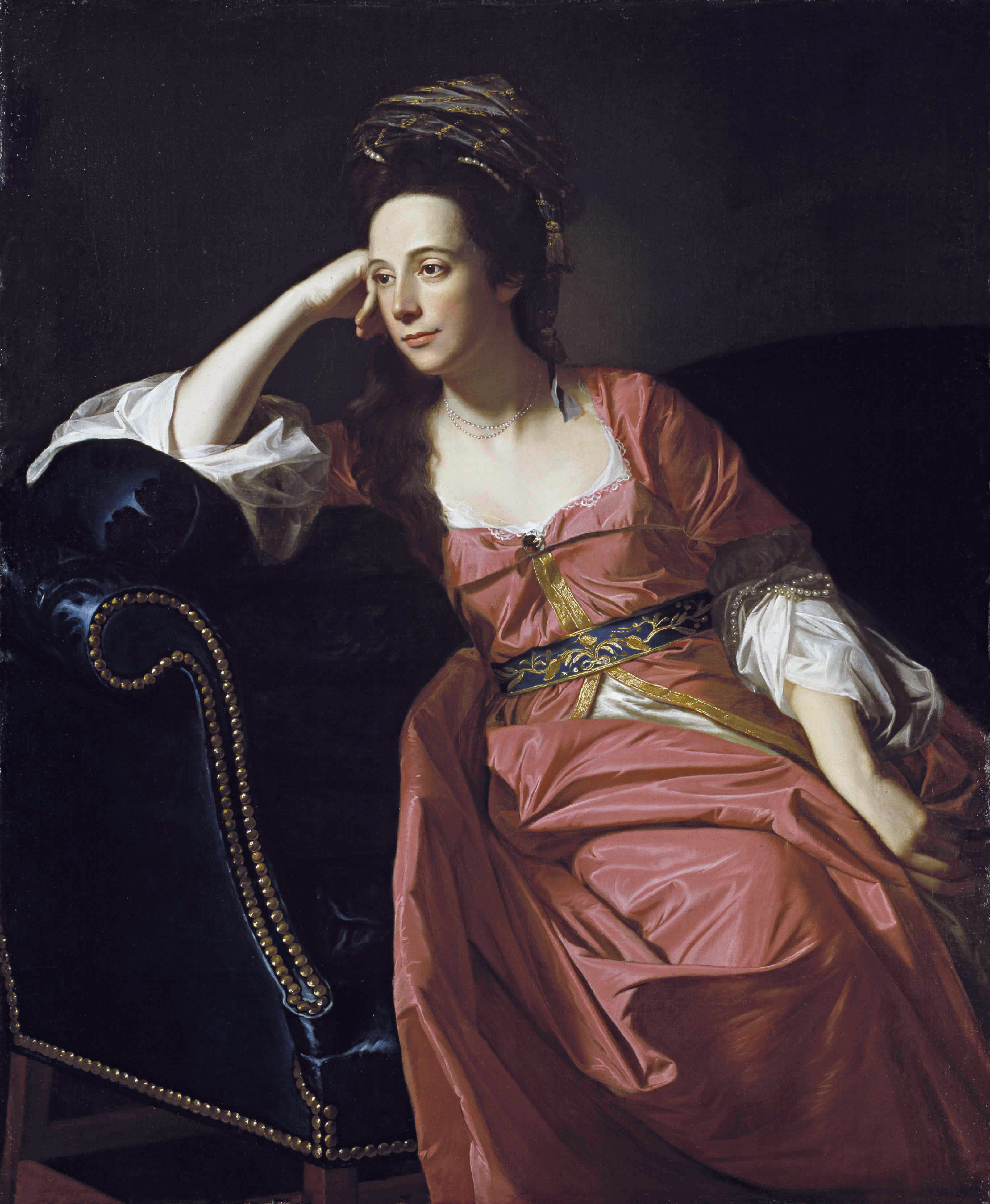
Portrait of Margaret Kemble Gage (c. 1771)
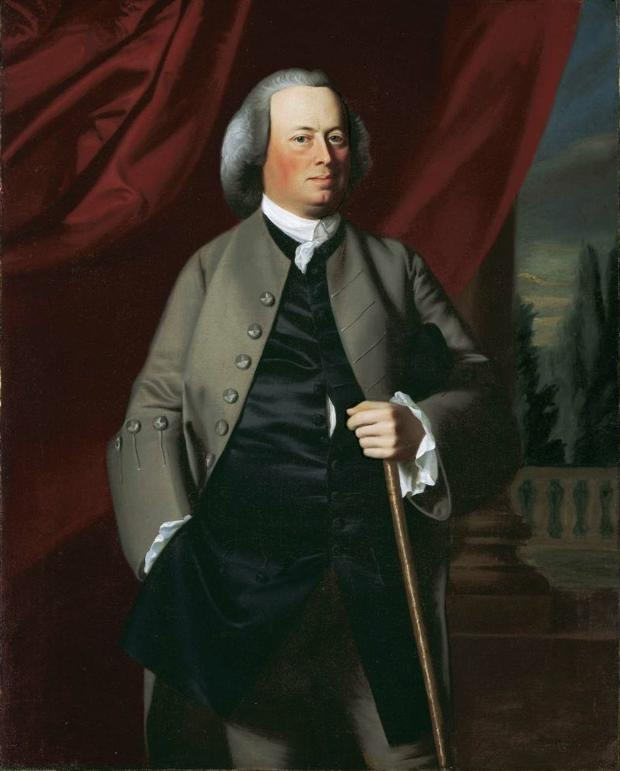
James Warren (1763)
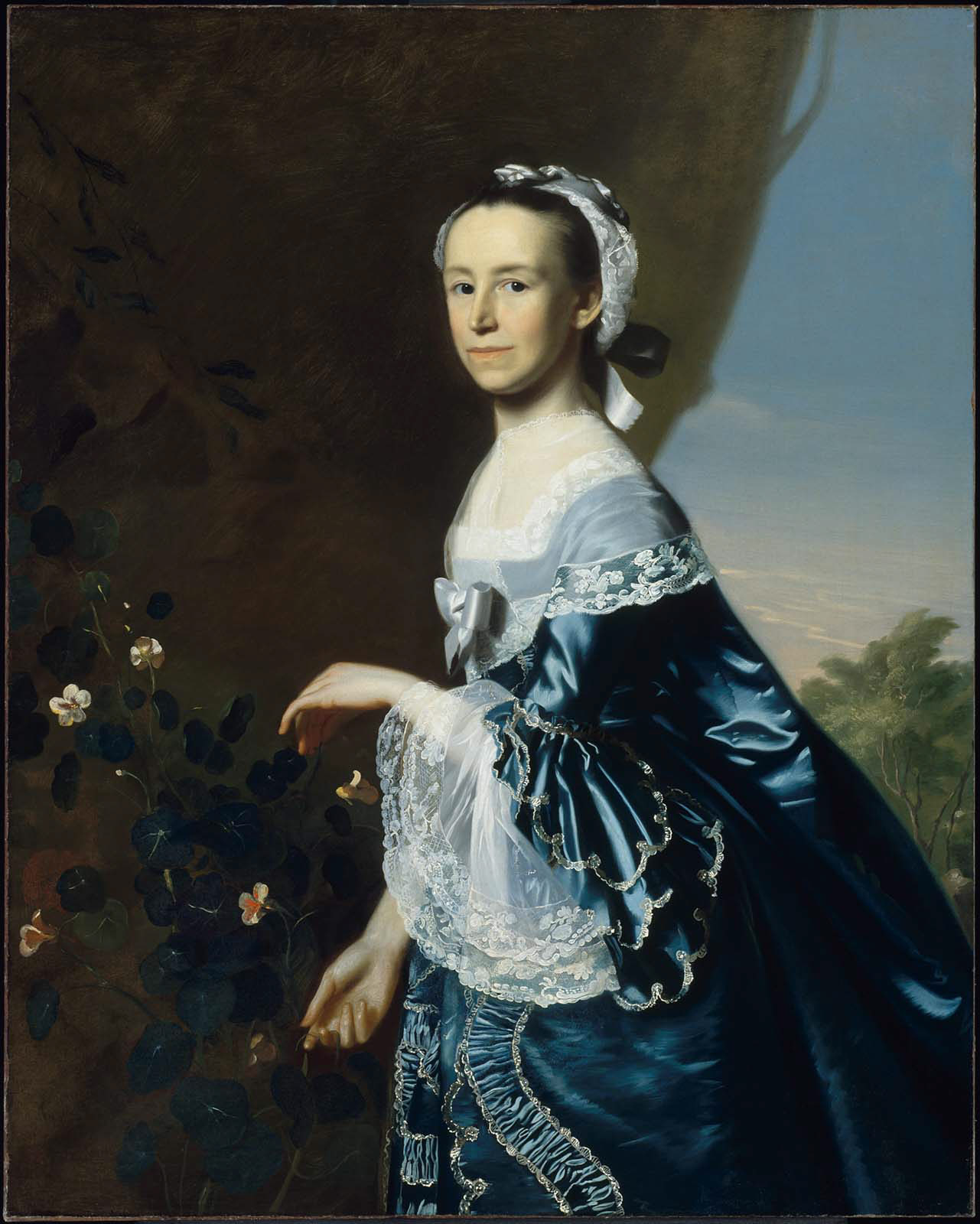
Mercy Otis Warren (1763)
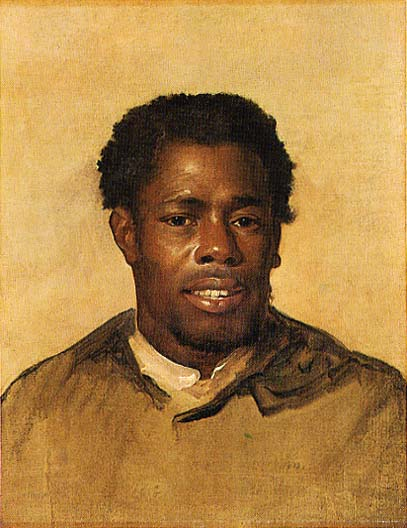
Head of a Man (c.1777)